# Rathausturm (Znojmo)

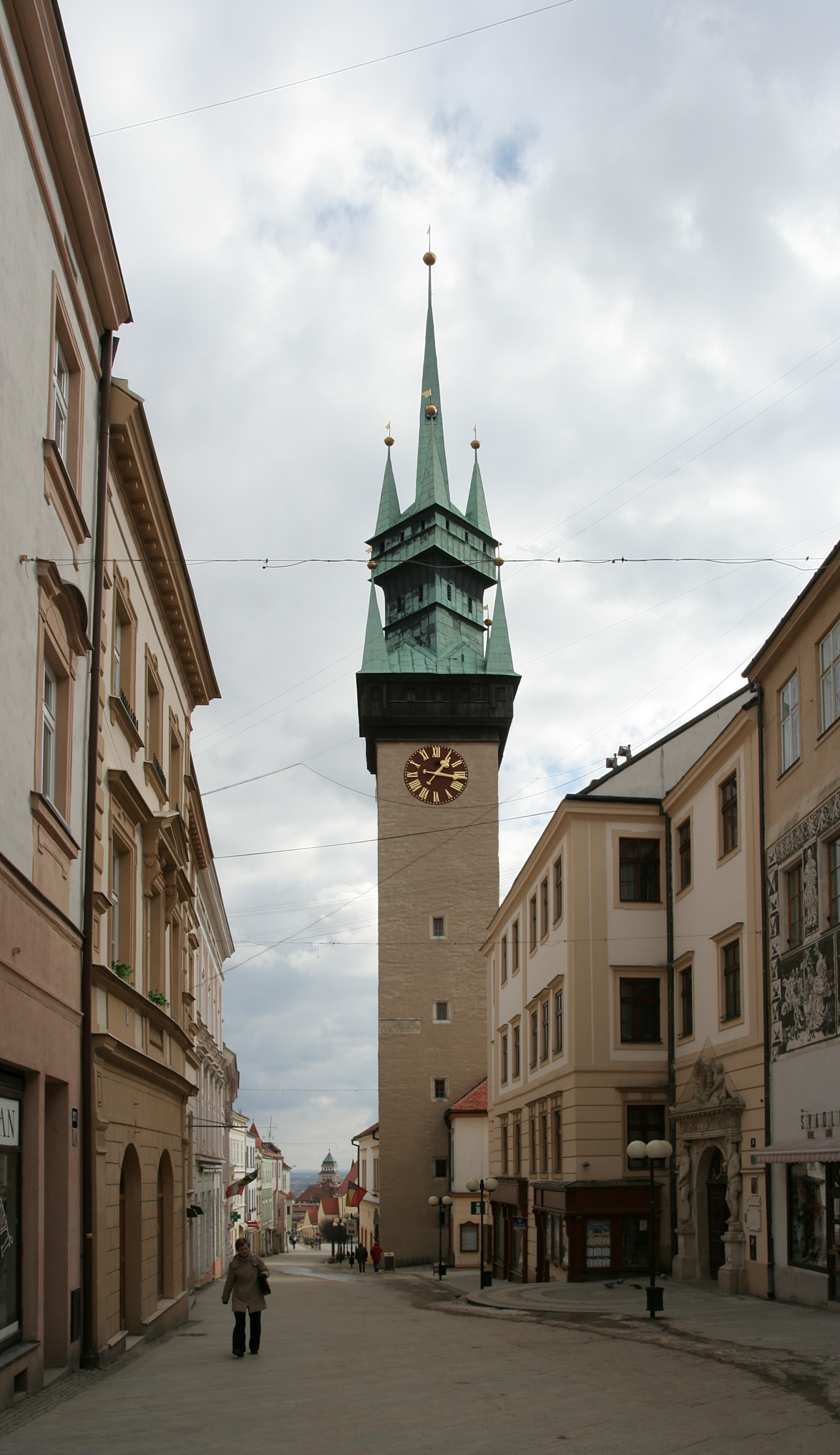
Rathausturm

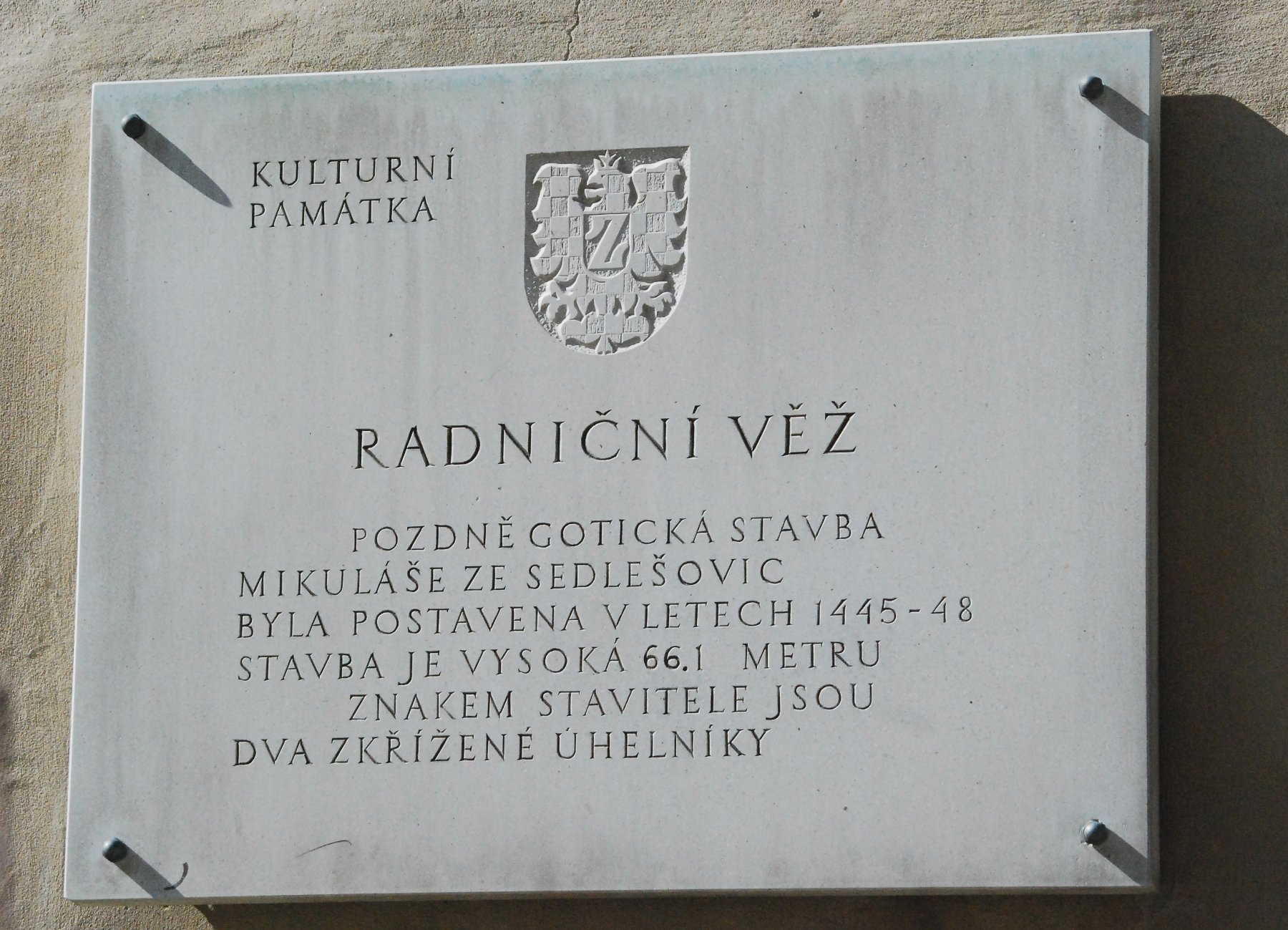
Rathausturm als Kulturdenkmal

Der Rathausturm von Znojmo in Tschechien ist das weithin sichtbare Wahrzeichen der Stadt.

## Geschichte
Als 1444 das alte, 1260 erbaute Rathaus von Znaim an der Thaya einem Brand zum Opfer fiel, stürzte auch der damalige Rathausturm ein. Als das Rathaus daraufhin an der Stirnseite des Hauptplatzes neu errichtet wurde, wurde in den Jahren 1445 bis 1448 der neue Rathausturm als selbständiges Bauwerk im spätgotischen Stil errichtet. Baumeister war der Steinmetzmeister Niklas aus Edelspitz.
Zwei in Stein gemeißelte Inschriften geben Auskunft über die Bauzeit.
„Im Jahre des Herrn 1445 am Montag nach Magdalena wurde dieses Werk des Meisters Niklaus, Steinmetz in Edelspitz begonnen.“ Der Montag nach Magdalena ist der 19. Juli, die zweite Inschrift verkündet das Jahr der Fertigstellung, 1448.
Der Turm steht auf einem Felsen, das Fundament reicht bis zu drei Meter in die Tiefe. Das Mauerwerk erreicht eine Höhe von 68,8 Meter Höhe. Mit der hölzernen Turmspitze mit den vier kleineren Türmchen an den Ecken erreicht er eine Gesamthöhe von 79, 88 Metern und war ursprünglich schiefergedeckt.
Mehrfach musste das Schieferdach ausgebessert werden, bis es 1592 durch ein Kupferdach ersetzt wurde. Bei dieser Gelegenheit erhielt auch das Mauerwerk einen neuen Verputz und einen weißen Anstrich. Im Zuge dieser Arbeiten wurde auch der Rundgang errichtet.
Die Malerarbeiten an den von Löwen gehaltenen Stadtwappen an den vier Turmseiten und dem Zifferblatt der Turmuhr – wann diese eingebaut wurde, ist nicht bekannt – waren Aufgabe vom Maler Jan Jakob.
Bei einer neuerlichen Renovierung wurde die Turmuhr instand gesetzt und der Verputz erneuert. Archiven zufolge wurden dem Verputz zehn Eimer Wein und fünf Eimer Bier beigefügt.
1833 musste das Kupferdach erneuert werden. Diese Arbeit wurde an den Dachdeckermeister Thomas Janouschek aus Iglau vergeben, der diese Arbeiten ohne Gerüst durchführte. Berichten zufolge setzte er selbst – wieder ohne Sicherung – die 27 Kilogramm schwere Wetterfahne in ihre Halterung, nachdem er sie zuvor in alle vier Windrichtungen geschwenkt hatte.
Der hölzerne Rundgang um den Turm in luftiger Höhe wurde im Jahr 1854 durch einen aus Gusseisen ersetzt. Die Arbeiten führte der Zimmermann Wallenda aus Retz durch, die Gusseisenteile kamen von den Eisenwerken in Blansko.
Die alte Turmuhr – ihr Alter ist unbekannt – wurde im Jahr 1898 durch eine neue ersetzt. Die Bestellung ging an die Firma Schauer in Wien. Nach 25 Jahren Dienst ohne größere Probleme wurde das Uhrwerk generalüberholt.
1959 wurde das Uhrwerk aus Wien durch eines aus einer Turmuhrfabrik in Vyškov ersetzt, das bis heute in Betrieb ist.
Bis ins Jahr 1924 verrichtete ein Türmer seinen Dienst. Früher hielt er Ausschau nach Feinden, später nur noch nach Bränden. Um die Alarmierung zu erleichtern, wurde im 19. Jahrhundert sogar ein Telefon installiert.
Am 20. April 1945 wurde das alte Rathaus zerstört und der Rundgang an der Südseite beschädigt. Anfang der 1950er-Jahre wurde der Turm generalsaniert. Der bisher freie Rundgang erhielt eine Holzverschalung und die Kuppel wurde renoviert. An Stelle des Rathauses wurde ein Kaufhaus erbaut.